# Abecedarium (Literatur)
Ein Abecedarium (auch Abedarium) ist ein nach einem Alphabet strukturierter Text, um die Inhalte dem praktischen Erinnern technisch zu erleichtern. Abecedarien weisen in der Regel sprachmagische oder formspielerische Inhalte auf. In mittelalterlichen juristischen Handbüchern, wie im Sachsenspiegel und im Schwabenspiegel, ist die alphabetische Registeranordnung eine Ausgestaltung eines formalen Abecedarium.
In religiösen poetischen Texten, wie bei den alttestamentlichen Psalmen (Psalm 145 ), den Lamentationen (Klagelieder 1–4 ) oder in mittelalterlichen Liturgien, dienen Akrostichen der Orientierung für die Rezitation und vermutlich der musikalisch-gesanglichen Begleitung. Der erste Buchstabe eines Wortes eines Verses reiht sich in Abfolge des hebräischen Alphabets:
- 1. Zeile mit Aleph
- 2. Zeile mit Beth
- 3. Zeile mit Gimel
- und so weiter

Schulbücher, ob aus dem Mittelalter oder neuzeitliche Vorgänger der Fibel, wurden ebenfalls als Abecedarien bezeichnet.
Auch viele Kinderverse und Kindergedichte können zu den Abecedarien gerechnet werden. Einige dieser Verse wurden als Lernhilfen für das Alphabet erfunden und in Schulen gelehrt. Dies wird wiederum in der Oper Der Wildschütz von Albert Lortzing aufgegriffen und parodiert. Oft werden auch Alphabete mit Namen oder Tiernamen gebildet. In der modernen deutschen Lyrik greift der Dichter SAID in seinem Bestiarium Dieses Tier, das es nicht gibt diese Tradition spielerisch auf.
In Die Unendliche Geschichte, einem Roman von Michael Ende, beginnen die Kapitel mit den Buchstaben des lateinischen Alphabets in alphabetischer Reihenfolge. Den Kapiteln vorangestellt findet sich jeweils eine holzschnittähnliche Grafik zum Inhalt des Kapitels mit dem Buchstaben als Initial.
Als bekanntes englischsprachiges Abecedarium ist in der Medizin die ABCDE-Regel mit Indizien für potentielle Melanome gebildet worden:
- Asymmetric (asymmetrische Form)
- Border (Begrenzung unregelmäßig)
- Colour (Farbe differiert)
- Diameter (Durchmesser groß)
- Evolution (Entwicklung, schnelle Veränderungen)